# جوزيف أبو مراد
جوزيف أبو مراد (18 أبريل 1933 بلبنان - ) هو مدرب كرة قدم ولاعب كرة قدم لبناني في مركز الهجوم. شارك مع منتخب لبنان لكرة القدم. أما مع النوادي، فقد لعب مع الراسينغ بيروت.
سُجل جوزيف مراد ضمن قائمة أفضل هدافي الدوري اللبناني لكرة القدم حسب الموسم في الموسم الكروي اللبناني 1964-1965.

## وصلات خارجية
- جوزيف أبو مراد على موقع قاعدة بيانات كرة القدم.إي يو (الإنجليزية)